# Tycho van Meer
Tycho van Meer, född den 30 september 1974 i Eindhoven, Nederländerna, är en nederländsk landhockeyspelare.
Han tog OS-guld i herrarnas landhockeyturnering i samband med de olympiska landhockeytävlingarna 1996 i Atlanta.